# Rhein-Maas-Gymnasium Aachen
Die Europaschule Rhein-Maas-Gymnasium ist ein städtisches Gymnasium in Aachen mit zurzeit (Stand: 2019) ca. 610 Schülern sowie 75 Lehrern. Besonderer Schwerpunkt ist die Förderung der Mehrsprachigkeit. Daher wird auch Niederländisch angeboten. Die Schule bietet seit 1970 einen bilingualen Bildungsgang mit Französisch als erster Fremdsprache an. Etwa ein Drittel der Schülerschaft besucht den bilingualen Zug, an dessen Ende eine Attestation steht, die ein Studium in Frankreich und anderen frankophonen Ländern erleichtert und eine wichtige berufliche Zusatzqualifikation darstellt. Neben Französisch wird Englisch als erste und Latein als dritte Fremdsprache angeboten. Ab Jahrgangsstufe 10 kann Niederländisch als neu einsetzende Sprache gewählt werden.
Die Schule beteiligt sich an einer Reihe von Projekten im euregionalen und europäischen Ausland.
Ein weiterer Schwerpunkt ist der künstlerisch-musikalische Bereich, in dem das Unterrichtsangebot durch Chor, Orchester und Schülertheatergruppen ergänzt wird.
Um den Schülern vermehrt selbständiges Arbeiten zu ermöglichen, ist ein Medienzentrum mit Bibliothek und mehreren Computern eingerichtet worden, das zu großen Anteilen gemeinsam von Lehrern, Eltern sowie Schülern betreut wird. Dieses ist jedoch noch stark ausbaubedürftig, da die Schülernutzung nicht als sonderlich groß einzustufen ist. Vermehrt wurde mittlerweile die Kritik geäußert, die angebotene Fachlektüre sei veraltet und das Verhältnis von wissenschaftlichen Büchern (wenig) zu belletristischen Büchern sei zu unausgewogen.
Die Schule verfügte über den Verein der Freunde und Förderer über ein eigenes Schullandheim in Urft in der Eifel, das von den Klassen regelmäßig aufgesucht wurde. 2009 wurde das Schullandheim aufgegeben und ein neuer Förderverein gegründet.

## Geschichte der Schule
Wie die Gedenktafel im Eingangsbereich der Schule bezeugt, kann das heutige Rhein-Maas-Gymnasium auf eine lange und wechselvolle Geschichte zurückblicken. Mit Hilfe des Aachener Vereins zur Beförderung der Arbeitsamkeit wurde die Schule 1835, zur Zeit der Industrialisierung, als Höhere Bürgerschule für Knaben gegründet mit dem Anspruch, eine Schule für praktische Berufe der Wirtschaft, der Technik und des Handels zu sein, darüber hinaus jedoch auch eine allgemeine Bildung zu vermitteln. Hierbei wurde besonderer Wert auf Fremdsprachen gelegt: So wurden zum Beispiel in der Prima Englisch und Französisch als Unterrichtssprache benutzt – fast ein Vorläufer des heutigen bilingualen Systems. Als Schulgebäude diente die ehemalige Dechanei des Aachener Krönungsstiftes am Klosterplatz. Im Gründungsjahr besuchten 62 Schüler die Schule; 1859 waren es bereits 287. In den Schülerlisten der ersten Jahre finden sich Namen wie Adolph von Hansemann und Robert Hasenclever.
Ein Ziel der Schule war es, die Gleichberechtigung mit dem humanistischen Gymnasium zu erreichen. Im Zusammenhang mit der Umstrukturierung des preußischen Schulwesens um die Mitte des 19. Jahrhunderts wurde aus der Höheren Bürgerschule 1859 und 1861 zunächst eine Realschule 1. bzw. 2. Ordnung, schließlich im Jahre 1882 ein Realgymnasium. Ein Ministerialerlass von 1901 sprach den Absolventen des Realgymnasiums die Berechtigung zum Studium an den Hochschulen zu; damit war die Gleichberechtigung mit dem humanistischen Gymnasium erreicht, wenn auch mit eigener Schwerpunktsetzung.
Im Jahr 1891 wurde das nach Plänen von Joseph Laurent neu erbaute Schulgebäude an der Ecke Jesuitenstraße / Prinzenhofstraße bezogen. 1910 besuchten 526 Schüler diese Schule. Zu Beginn des Ersten Weltkrieges 1914 wurde im Gebäude des Realgymnasiums die Zentralstelle des Deutschen Roten Kreuzes eingerichtet. Für die Abiturienten dieses Jahrgangs bedeutete das eine verkürzte, nur mündliche Abiturprüfung; inner- und außerhalb des Unterrichts wurde das Schulleben von den Kriegsereignissen mitbestimmt – etwa durch Klassenauflösungen und -zusammenlegungen oder Erntehilfe-Einsätze. Schüler des Gymnasiums waren u. a. auch Gründer des Fußballklub Aachen, dem Vorläufer von Alemannia Aachen.
Die politischen Ereignisse bei Kriegsende machten sich auch in der Schule bemerkbar und führten zum Beispiel zu Versuchen, Schülerräte zu bilden. Im März 1920 gewählte Elternräte, politisch ohne Bedeutung, sollten die Beziehungen zwischen Elternhaus und Schule eher im positiven Sinne beeinflussen. Aus der wirtschaftlichen Notlage des Inflationsjahres 1923 heraus entstand auf die Initiative des Direktors hin die Vereinigung der Freunde des Realgymnasiums in Aachen, die durch Spenden und Mitgliedsbeiträge notwendige Unterrichtsmittel anschaffen und bedürftige Schüler unterstützen sollte. Sie wurde 1934 als Verein der Freunde des Aachener Realgymnasiums e. V. in das Vereinsregister eingetragen und übergab der Schule zur 100-Jahr-Feier im Oktober 1935 das Landheim in Urft, in dem heute noch regelmäßig von Klassen des RMG und anderer Schulen aus Stadt und Kreis mehrtägige Aufenthalte mit Unterrichtsprojekten und Exkursionen durchgeführt werden.
Die Aufgaben des Vereins der Freunde sind heute die Erhaltung des Landheims, finanzielle Unterstützung verschiedener Aktivitäten der Schüler, Zuschüsse zu Klassenfahrten und zur Anschaffung zum Beispiel von Unterrichtsmaterialien und Büchern für die Schülerbibliothek.
Die nationalsozialistische Herrschaft hat auch das Schulleben des Realgymnasiums nachhaltig beeinflusst. Bereits im September 1933 wurde der erst im Januar 1932 eingesetzte Schulleiter aus seinem Amt entlassen – ein Opfer von § 4 des Gesetzes zur Wiederherstellung des Berufsbeamtentums vom 7. April 1933, wonach Beamten, die nicht die Gewähr dafür bieten, dass sie jederzeit rückhaltlos für den nationalen Staat eintreten, die Entlassung aus dem Amt angedroht wurde. Nachdem 1936 durch eine gesetzliche Umstrukturierung die weiterführenden Schulen auf drei Formen beschränkt wurden, wurde aus dem Realgymnasium 1937 eine Oberschule für Jungen, die auf Wunsch des Oberbürgermeisters Quirin Jansen den Namen General-Litzmann-Schule erhielt, nach einem sich schon früh und offen zum Nationalsozialismus bekennenden General der Infanterie. Ein früherer Antrag des neuen Schulleiters Peter Kill (1935) auf Verleihung des Namens Adolf-Hitler-Gymnasium war von der Stadt nicht weitergeleitet und der Namensvorschlag Barbarossa-Schule zurückgezogen worden. Aus den Berichten über die Kriegsjahre geht hervor, dass der Unterricht immer stärker unter den Kriegsfolgen zu leiden hatte, zum Beispiel durch Einberufung der Lehrer, vorzeitige Abiturprüfungen, Einziehung der Schüler als Luftwaffenhelfer sowie Unterrichtsausfall wegen Kohlenmangels oder Bombenschäden. Bei dem Luftangriff auf Aachen-Burtscheid am 11. April 1944 wurde das Schulgebäude in Teilen zerstört. Der Unterricht wurde zunächst in der Staatsbauschule am Blücherplatz fortgesetzt, bevor die Schule als letzte in Aachen nach Benetzko im Riesengebirge im Sudetenland und später nach Karlsbad evakuiert wurde, von wo aus Schüler und Lehrer im Mai 1945 in kleinen Gruppen, völlig ungeordnet, wieder nach Aachen zurückkehrten.
Nach Kriegsende wurde die Schule nicht wieder übernommen, und die Gebäude wurden ab 1946 dem St. Leonhard Gymnasium überlassen. In den Jahren 1945 bis 1958 waren Schüler und Lehrer mehrheitlich am Couven-Gymnasium, damals in der Vinzenzstraße (heute Kármánstraße) gelegen, untergebracht. Bereits frühzeitig gab es vor allem von Seiten des Vereins der Freunde Bemühungen, das alte Realgymnasium wiederzuerrichten, die allerdings erst Ostern 1958 von Erfolg gekrönt wurden: Mit 44 Schülern wurde am 17. April 1958 das Städtische Neusprachliche Gymnasium für Jungen im Gebäude der Katholischen Volksschule Gerlachstraße eröffnet. Die Diskussion um den Schulnamen zog sich über ein Jahr hin, bis am 30. April 1959 per Ratsbeschluss die Entscheidung zugunsten des Vorschlags des Oberbürgermeisters Hermann Heusch für den Namen Rhein-Maas-Gymnasium fiel. Dieser Name zeigt einerseits die politische Haltung zum europäischen Gedanken in der Nachkriegszeit, bezieht aber auch die Aachener Tradition ein, die seit Jahrhunderten die Geschichte der Stadt Aachen im Land ohne Grenzen zwischen Rhein und Maas prägt und zugleich durch die Nähe zur französisch bestimmten Kultur und Wirtschaft beeinflusst wird. Durch den Untertitel: Ehemaliges Städtisches Realgymnasium, gegründet 1835 wurde dem Rhein-Maas-Gymnasium ausdrücklich der Rechtscharakter als Nachfolgeschule des ehemaligen Realgymnasiums bestätigt.
Bevor im April 1962 der Umzug in das neuerrichtete Gebäude an der Rhein-Maas-Straße erfolgte, das seitdem noch mehrere Erweiterungen erfuhr, waren die drei Klassen (Sexta, Quinta, Quarta) – nach Abzug aus der Gerlachstraße – im oberen Stockwerk der Viktoriaschule an der Normaluhr untergebracht. Im Schuljahr 1970/71 wurde der bilingual deutsch-französische Zug eingerichtet, mit dem das Rhein-Maas-Gymnasium an seine frankophon geprägte Vergangenheit anknüpft. Als erste Schule in Aachen führte das Rhein-Maas-Gymnasium am 1. August 1972 die Oberstufenreform für die 11. Klasse ein. Zum Schuljahr 1973/74 schließlich wurde auch am RMG die Koedukation, beginnend mit den Klassen 5, eingeführt.
Ist die Oberstufe auf Vierzügigkeit ausgelegt, so strebt die Schule seit dem Schuljahr 2007/2008 die Dreizügigkeit in den Klassen 5 bis 9 (nach G8) an.
Seit dem Schuljahr 2009/2010 werden die Schüler der neu einsetzenden fünften Klassen in den Hauptfächern nach Helen Parkhursts Dalton-Pädagogik unterrichtet.
Die Schulleiter des Rhein-Maas-Gymnasiums bzw. ehem. Realgymnasiums
- 1835–1855: Johann Joseph Kribben
- 1855–1883: Professor Hilgers
- 1883–1913: Johann Joseph Neuss
- 1914–1918: Wilhelm Schellberg
- 1918–1919: Meurer (kommissarisch)
- 1920–1931: Leonhard Buchkremer
- 1931–1932: Bresler (kommissarisch)
- 1932–1933: Wilhelm Bohn
- 1933–1934: Ludwig Vliegen (in Vertretung)
- 1934–1944: Peter Kill
- 1940–1944: versch. Vertretungen
- 1958–1960: Bruno Geisler
- 1960–1970: Josef Hüpgens
- 1970–1982: Theodor Blasius
- 1983–1993: Horst Weynand
- 1993–1994: Berthold Winterlich (kommissarisch)
- 1994–2008: Ingrid Edeler
- 2008–2019: Jochen Geradts
- seit 2019: Monika Eck-Kämper

Die Darstellung stützt sich auf ausführliche Kapitel von Karl-Josef Schipperges, Helmut Doerenkamp, Kurt Michels und Josef Schmitz in der Festschrift zum 150-jährigen Bestehen des Rhein-Maas-Gymnasiums von 1985.

### Europaschule
Im Jahre 2008 wurde das Rhein-Maas-Gymnasium vom Land Nordrhein-Westfalen als Europaschule zertifiziert. Das bedeutet: Der Lehrplan ist international ausgerichtet. Die Schule bietet ein erweitertes – teilweise bilinguales – Fremdsprachenangebot an. Zusätzlich werden Schüleraustauschprogramme oder Schülerpraktika im europäischen Ausland gefördert. Und die Schüler können das europäische Exzellenz-Sprachzertifikat CertiLingua oder gleichzeitig das deutsch-französische Abitur (Abi-Bac) erwerben.
Seit 2016 ist das Rhein-Maas-Gymnasium Euregioprofil-Schule.

### Jubiläen
2010 feierte das RMG das 175-jährige Jubiläum sowie 40 Jahre Abibac.

## Ehemalige Lehrer
- Engelbert Mainzer (1886–1974), Kunsterzieher
- Hanns Pastor (1917–2009), Kunsterzieher

## Ehemalige Schüler
- Johann Peter Anselm Nickes (1825–1866), Benediktiner
- Hans Croon (1896–1977), Textilfabrikant und Präsident der IHK Aachen
- Waldemar Croon (1916–2013), Textilunternehmer
- Paul Eilert (* 2008), Schauspieler
- Georg Frentzen (1854–1923), Architekt und Geheimer Baurat
- Walter Gerrads (1910–1991), Verwaltungsbeamter und Politiker
- Carlo Graaff (1914–1975), Politiker der FDP
- Fritz Grass (1891–1956), Politiker der deutschen Zentrumspartei
- Gerd Heusch (1903–1984), Rechtsanwalt und Präsident von Alemannia Aachen
- Hermann Heusch (1906–1981), Oberbürgermeister von Aachen
- Karl Heusch (1894–1986), Urologe
- Michaela Krützen (* 1964), Medienwissenschaftlerin an der Hochschule für Fernsehen und Film
- Wilhelm Kuchen (1926–2008), deutscher Chemiker, Direktor des Instituts für Anorganische Chemie an der Heinrich-Heine-Universität Düsseldorf
- Udo Kuckartz (* 1951), Erziehungswissenschaftler
- Armin Laschet (* 1961), Politiker der CDU, von 2017 bis 2021 Ministerpräsident des Landes Nordrhein-Westfalen (wechselte nach der 10. Klasse an das Bischöfliche Pius-Gymnasium Aachen)
- Mario Lombardo (* 1972), Kommunikationsdesigner
- Aiman Mazyek (* 1969), Vorsitzender des Zentralrates der Muslime in Deutschland
- Michael Müller (1958–2014), Fachbuchautor und Verleger
- Niklas Nienaß (* 1992), Politiker der Grünen und Europaabgeordneter
- Claudia Niessen (* 1979), Architektin und belgische Politikerin
- Kurt Pfeiffer (1893–1987), deutscher Textilkaufmann, Mitbegründer der CDU Aachen und Mitinitiator des Karlspreises der Stadt Aachen
- Tyron Ricketts (* 1973), österreichischer Schauspieler, Rap-Musiker und VIVA-Moderator
- Rolf Schmachtenberg (* 1959), beamteter Staatssekretär im Bundesministerium für Arbeit und Soziales
- Jasmin Schwiers (* 1982), deutsche Schauspielerin
- Gert Scobel (* 1959), deutscher Journalist, Fernsehmoderator, Autor und Philosoph
- Wolf Steinsieck (* 1946), deutscher Romanist
- Carl Timmerman (1828–1904), Unternehmer und Reichstagsmitglied